# NHKみんなのうた 60 アニバーサリー・ベスト 〜YELL〜
『NHKみんなのうた 60 アニバーサリー・ベスト 〜YELL〜』（エヌエイチケーみんなのうた ろくじゅう アニバーサリー・ベスト エール）は、2021年5月19日に発売された、NHKの音楽番組『みんなのうた』の放送開始60周年記念ベスト・アルバムのシリーズ。

## 概要
- 本作は、ソニー・ミュージックダイレクトから発売された。
- 規格商品番号は、MHCL-2902。
- ジャケット写真の色は、緑。
- ジャケット写真の楽曲映像のアートワークは、以下の通り。
  - 1980年4月・5月放送「ヒロミ」
  - 1991年4月・5月放送「恐怖の昼休み」
  - 2004年10月・11月放送「月のワルツ」
  - 2009年8月・9月放送「YELL」
  - 2017年4月・5月放送「お弁当ばこのうた 〜あなたへのお手紙〜」

## 収録曲
- 1.今日の日はさようなら / 本田路津子、東京放送児童合唱団
- 2.遠い世界に / チューインガム
- 3.赤い花 白い花 / ビッキーズ
- 4.ヒロミ / 原田潤
- 5.アップル・パップル・プリンセス / 竹内まりや
- 6.メトロポリタン美術館 / 大貫妙子
- 7.ラジャ・マハラジャー / 戸川純、東京放送児童合唱団
- 8.スシ食いねェ! / シブがき隊
- 9.ファット・マ・イズ・クリーニン・ザ・ルーム 〜お掃除ママのうた〜 / 種ともこ
- 10.恐怖の昼休み / THE BOOM
- 11.ピアノとわたし / 八神純子
- 12.おばけといっしょ / 東京パフォーマンスドール
- 13.秋唄 / 大江千里
- 14.愛だったんだよ / 玉置浩二
- 15.アキストゼネコ / アキストゼニコ!
- 16.パパとあなたの影ぼうし / 太田裕美
- 17.月のワルツ / 諫山実生
- 18.手紙 〜拝啓 十五の君へ〜 / アンジェラ・アキ
- 19.YELL / いきものがかり
- 20.かいじん百面相 / 石丸幹二
- 21.リングアベル / LiSA
- 22.お弁当ばこのうた 〜あなたへのお手紙〜 / 半﨑美子
- 23.I.m. / ロザリーナ